# Rhipicephalus capensis
Rhipicephalus capensis är en fästingart som beskrevs av Koch 1844. Rhipicephalus capensis ingår i släktet Rhipicephalus och familjen hårda fästingar. Inga underarter finns listade i Catalogue of Life.